# 哈伊-謝甫琴基夫斯基
49°36′5″N 25°37′48″E / 49.60139°N 25.63000°E
加伊-舍夫琴基夫西基（烏克蘭語：Гаї-Шевченківські）是位於烏克蘭西部泰爾諾皮爾州裏泰爾諾皮爾區的村莊，始建於1986年，面積1.93平方公里，2016年人口1,779，人口密度每平方公里506.3人。